# 瀧井利彌
瀧井 利彌（たきい としや、1919年7月7日 - 1996年6月11日）は、日本の経営者。タキイ種苗社長を務めた。京都府京都市出身。

## 経歴・人物
1942年に立命館大学経済学部を卒業。1947年にタキイ種苗取締役に就任し、1960年に副社長を経て、1970年には社長に昇格。1991年には会長に就任。日本種苗協会会長も務めた。
1983年に藍綬褒章を受章し、1992年4月に勲四等旭日小綬章を受章。
1996年6月11日肺癌のために死去。76歳没。